# Aubilanges
Los Bilanges (en francès Les Billanges) és un municipi francès situat al departament de l'Alta Viena i a la regió de la Nova Aquitània.

## Demografia
| 1962                                       | 1968 | 1975 | 1982 | 1990 | 1999 | 2007 |
| ------------------------------------------ | ---- | ---- | ---- | ---- | ---- | ---- |
| 413                                        | 464  | 382  | 313  | 285  | 288  | 301  |
| Des de 1962: població sense dobles comptes |      |      |      |      |      |      |

## Administració
| Període | Identitat         | Partit |
| ------- | ----------------- | ------ |
| 2001-   | Manuel Perthuisot |        |